# 엘 페로 델 마르
엘 페로 델 마르(El Perro del Mar)는 스웨덴의 인디 팝 밴드이다. '엘 페로 델 마르'는 스페인어로 "노련한 뱃사람"이라는 뜻이다. 사라 아스브링(Sarah Assbring)의 원맨 밴드 형식을 띠고 있다.